# スリランカのイスラム教

スリランカの国旗に見られる緑色の部分はイスラム教やムーア人を象徴

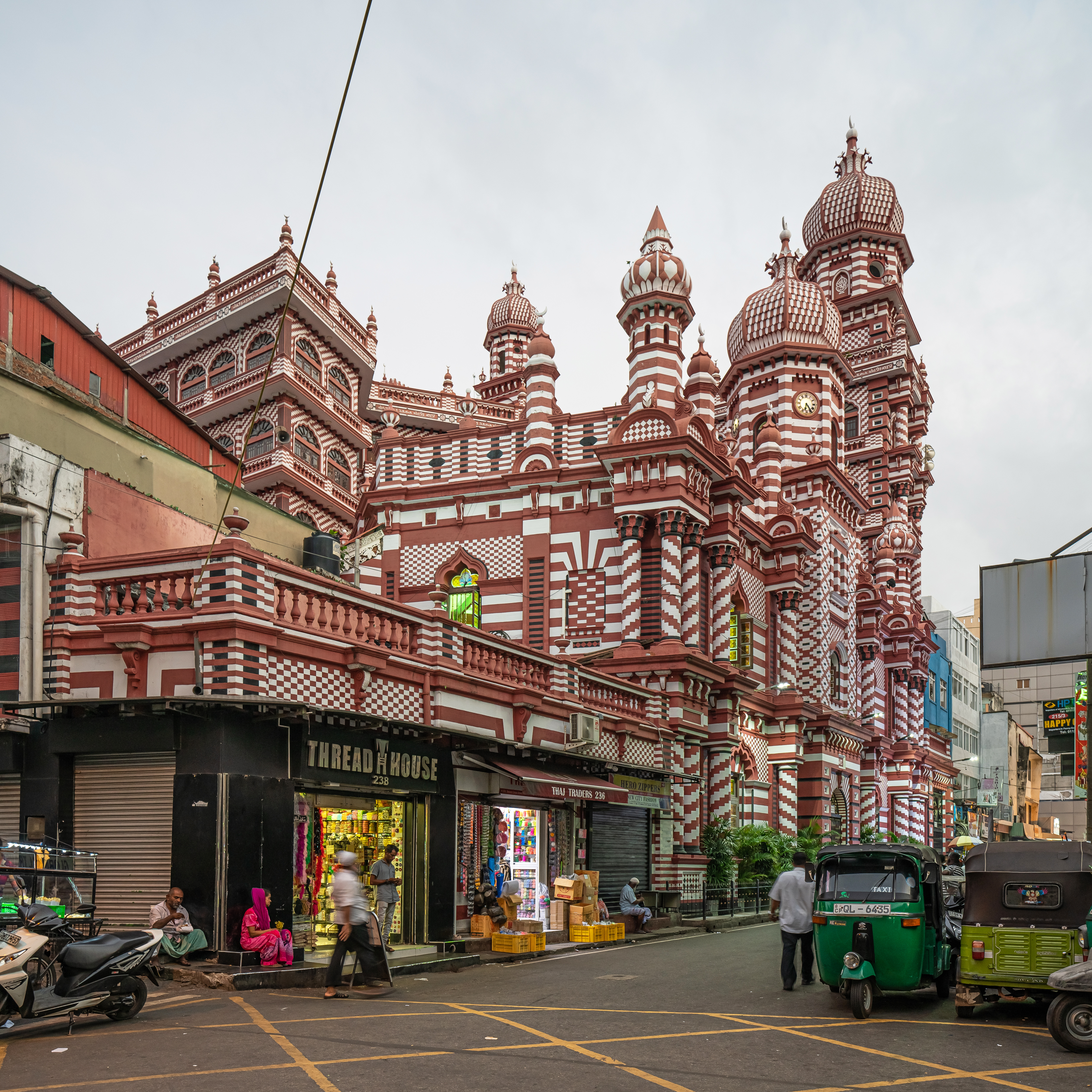
コロンボ最古のモスク

本項目ではスリランカのイスラム教について記述する。

## 概要
総人口のうち9.72%が信仰。2012年の国勢調査によると、1,967,227人が奉じているという。ムスリム共同体はスリランカ系ムーア人やインド系ムスリム、マレー人の3つに大別され、それぞれが独自の歴史や伝統を有する。スリランカ国民の大部分は、なかんずくスリランカ系ムーア人に言及する際、「ムスリム」という語を民族集団として使用。

## 歴史

2001年と1981年の国勢調査に基づくイスラム教の分布

8世紀にアラブ系商人が訪れた際に普及し始める。イスラム教を最初に信仰したのは、アラブ系商人や、イスラム教への改宗後に結婚したその現地妻であった。15世紀までには、アラブ系商人がスリランカを含むインド洋海域における貿易をあらかた掌握。その多くは大挙してセイロン島に定住し、イスラム教の普及が進んだ。
しかしながら16世紀にポルトガル人が上陸すると、アラブ系商人の子孫に当たるスリランカ系ムーア人の多くは迫害を余儀無くされる。シンハラ人の王キャンディのセナラットは、中央高地や東部州に一部ムスリムを避難させた。
18世紀から19世紀にかけては、それぞれオランダやイギリスの支配者によって売買され移住させられたジャワ系及びマレーシア系ムスリムが、スリランカにおけるムスリム人口の増加に貢献。その子孫に当たるスリランカ系マレー人は、スリランカ系ムーア人のイスラム教の伝統を取り入れた一方で、独自のイスラム教文化を島内の他のムスリム集団に伝えた。
また19世紀から20世紀にかけてインドからムスリムが到来すると、イスラム教の成長に拍車が掛かる。なかんずくパキスタンや南インドのムスリムはシーア派やハナフィー学派を広めたものの、島内のほとんどのムスリムはいまだスンナ派の伝統的習慣を固守。
スリランカのムスリムは現在、国内におけるムスリム共同体の長期的な孤立を防ぐために1980年代に設立されたムスリム宗教文化問題省の管轄下にある。ムスリムの多くはムーア人とマレー人で、少数がタミル人などの改宗者である。

## ムスリムとスリランカ内戦
スリランカ内戦は、政府と、分離主義を標榜する武装勢力タミル・イーラム解放のトラ（LTTE、タミルの虎とも）との間で、1983年から2009年までの26年にわたり展開された紛争であった。この内戦でムスリムがLTTEの標的となり、数万のムスリムが殺害され、数十万人が故郷を追われ、家屋などを破壊された。内戦中の1990年10月、ムスリムは民族浄化の一環として、LTTEにより北部州から放逐されてしまう。
スリランカ北部におけるタミル人単一民族国家建設という目的を果たすため、LTTEが95,000人強のムスリムを北部州から強制的に追放したのである。2002年にはLTTE指導者のヴェルピライ・プラバカランが公式謝罪したものの、ムスリムの間ではこの追放がいまだ苦い記憶として残されている。
しかし、内戦を経てムスリムによる復興は著しい。停戦後、ムスリムによる北部州の州都ジャフナとの往来は活発で、帰郷した家族もあり、再開されたオスマニヤ大学には60名の学生が在籍している。ジャフナのムスリムによると、同地では流動人口で約2,000人のムスリムがおり、そのうち1,500人程度が現地民で残りが他地域出身のムスリム商人という。ムスリムが経営する店が約10軒あり、その数は現在さらに増えていると見られる。

## スリランカ系ムーア人

### 言語
国内にタミル語を話すムスリム人口は多数に上るものの、インド出身のタミル系ムスリムとは異なり、文化面でタミル人との関係が薄いため、公式統計では別個の民族集団として扱われている。
なお国内のムーア人共同体は、インド東部のタミル・ナードゥ州から移住してきたタミル系ムスリムおよびスリランカのタミル人改宗者からも構成。ムーア人はイギリス統治時代に他民族に先駆けて教育を受け政府系の職を得ていたため、社会的、経済的流動性が高かった。

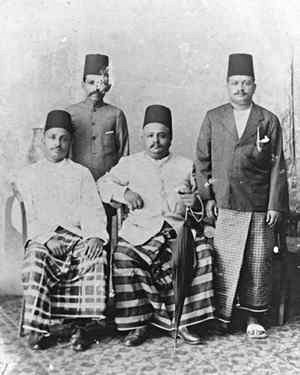
20世紀初頭における典型的なムーア人紳士

スリランカ系ムーア人は総人口のほぼ9.2%を占め、スンナ派の中でもシャーフィイー学派に属する者が非常に多い。その起源は7世紀から8世紀までの間の一時期にスリランカに定住したアラブ系商人にある。初期の商人が持ち込んだアラビア語は最早話されていないものの、アラビア語のさまざまな語句がいまだ日常的に使われている。
ムーア人は最近までアルウィー語を母語としていたが、アルウィー語は話し言葉としては死語となった。スリランカ東部のムーア人は現在、アラビア語からの多くの借用語を含むタミル語を第一言語として使用。一方で西海岸のムーア人は、スリランカ人のうち大多数を占めるシンハラ人が話すインド・ヨーロッパ語族の1つシンハラ語を用いるが、共同体内では英語も使う。したがって、ムーア人は多言語民族の宗教集団と言える。
スリランカ系ムーア人は元々沿岸貿易や農業をして暮らしており、イスラム教の文化的遺産を固守しながらも、多くの南アジアの風習を取り入れていった。ポルトガルの植民地であった時代には迫害に苦しめられ、多くが中央高原や東部州に移動を余儀無くされた。両地域には現在も子孫が居住している。

### 教育
国内にはムスリム学校が749校、イスラム教教育を行うマドラサは205校、ベルワナにはイスラム教系大学（Jamiya Naleemiya）が1ヶ所ある。また2008年以降、初の総合的なイスラム教の
カリキュラムを備えた学校も存在。
20世紀初頭には会計学や医学、工学などを職業とするムスリムはほとんどいなかったが、現在では全国平均を上回っている。国内では機会に乏しいため、多くのムスリム系専門職は中近東、アメリカ合衆国、カナダやオーストラリアの他、ヨーロッパといった海外に職を求め移住する動きがある（頭脳流出）。

### 東海岸のムーア人
東部州にはムスリムが非常に多い。ムスリムがポルトガル人から迫害を受けた後、シンハラ人の王キャンディのセナラットにより与えられた土地に定住したためである。2007年の（問題の多い）国勢調査によると、ムーア人（ムーア人のみで、東部州のムスリム全てではない）は主に農業、漁業、交易を仕事としている。インド南西部のケーララ州と同様母系社会ではあるがシャリーアを行動規範とする。

### 西海岸のムーア人
商人や専門職、公務員が多く、主にコロンボ、カルタラ、ベルワラ、ダルガタウン、プッタラム、ジャフナ、マンナールに集住。父系社会のため、中部州と同様に名字は父方のファーストネームとなることが多い。したがって、アラブや中近東の伝統的な血族制度に近似する。

## マレー人

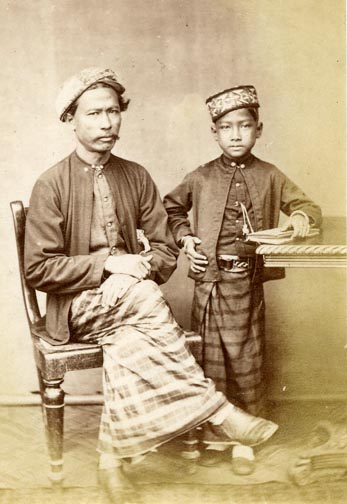
19世紀におけるスリランカ系マレー人父子

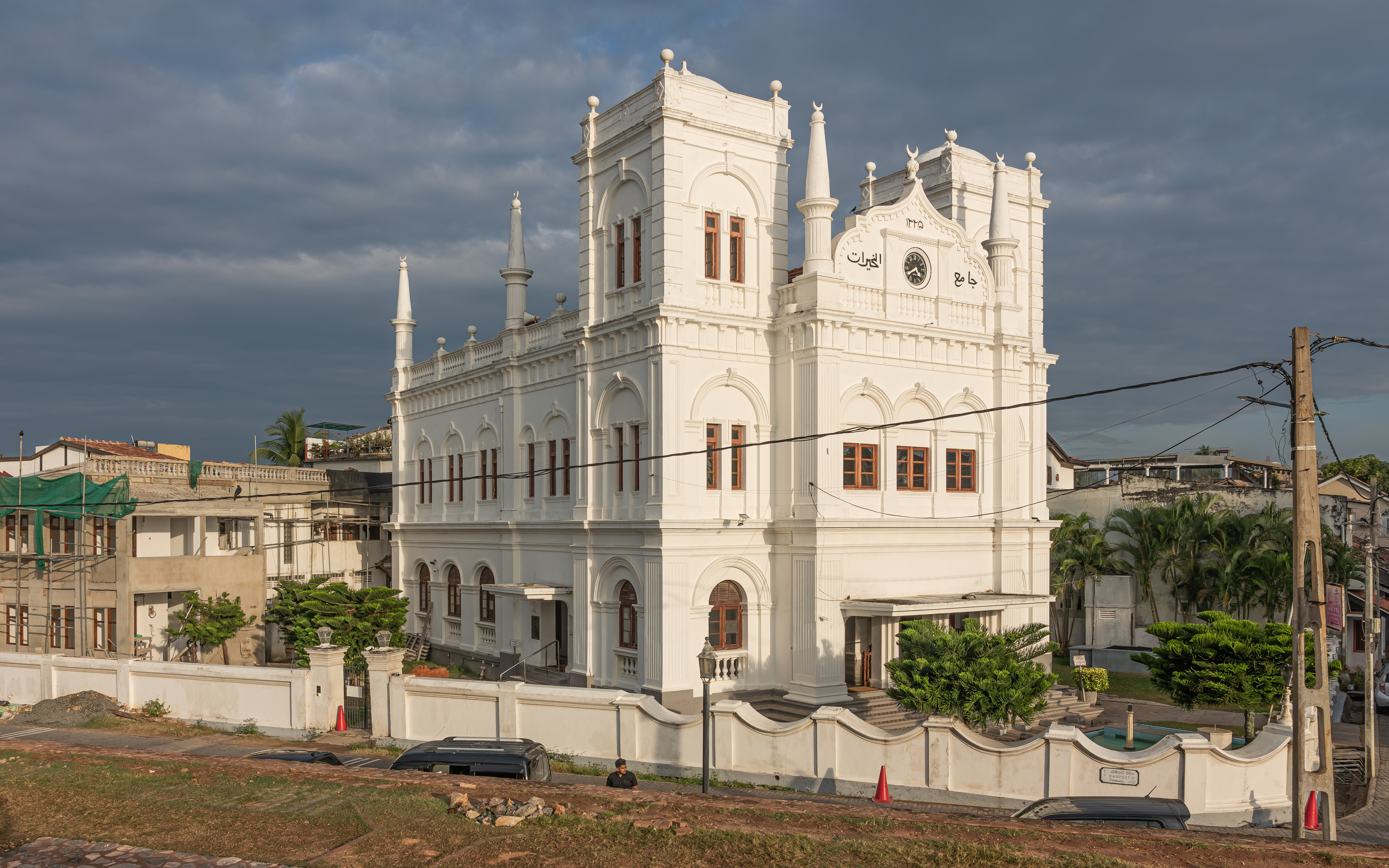
ゴールのモスク

南アジアに起源を持ち、現在では約50,000人から構成。その祖先はスリランカとインドネシアがともにオランダの植民地であった時代に来ており、初期移民のほとんどはオランダ植民地政庁によってスリランカへと派遣され、島内に定住を決意した兵士であった。その他には受刑者や、スリランカへ追放されそのまま同地にとどまったインドネシア出身の貴族がいる。
マレー人としてのアイデンティティを保つ主な根拠としては、マレー人が共通して用いるマレー語があるが、これにはシンハラ語やムーア人が用いるタミル語の変種から吸収された数多くの単語を含む、1980年代には国内のムスリム人口の約5%を占め、ムーア人のようにスンナ派の中でもシャフィー学派を奉じる者が圧倒的に多い。

## その他インド系ムスリム
植民地時代に就業機会を求めて渡ってきた移民の血を引く。ポルトガル時代にさかのぼる者もいれば、イギリス時代にインド各地から渡来した者もいる。いずれにせよ、その大部分はタミル・ナードゥ州やケーララ州出身者とされ、スリランカ系ムーア人とは異なり、民族的にはインド南部との関わりが深い。人口は30,000人程度。

### メモン人
起源は現在のパキスタン南部のシンド州にあり、1870年に初めて渡来。1980年代には約3,000人しかいなかったが、ほとんどはスンナ派の中でもハナフィー学派を信奉。

### ダウーディ・ボフラ及びホージャ
1880年以降、インド北西部のグジャラート州から渡来したシーア派ムスリムである。1980年代には両者を合わせても2,000人未満しかいないが、故地の言語や独自の崇拝の場所を保持する傾向が強い。